# Setge de Saraqusta (778)
El setge de Saraqusta de 778 fou un enfrontament militar entre els francs i els andalusins que formà part de l'expedició de Carlemany, aliat amb els valís iemenites d'Al-Tagr al-Ala, per conquerir els territoris hispànics d'Abd-ar-Rahman I ad-Dàkhil. Fou un dels episodis de la revolta iemenita de l'Emirat de Còrdova (777-781).

## Antecedents
L'esquadra d'Abd al-Rahman ibn Habib al-Fihri, encarregat pel califa de Damasc per parlamentar amb Sulayman ibn Yaqdhan, revoltat contra l'emir Abd-ar-Rahman I ad-Dàkhil i del que es volia el suport a Damasc, desembarcà a la Cora de Tudmir amb el beneplàcit d'Atanagild. Sense aconseguir el suport, en la seva retirada l'estol fou incendiat i les seves forces envoltades a unes muntanyes properes a Balansiya després de fer estralls per la contrada més d'un any, mentre la cora perdia el seu estatus especial, i el territori ocupat per l'èxode dels omeies.
Carlemany va emprendre una sèrie d'agressives campanyes militars destinades a expandir les seues fronteres. D'aquesta manera va sotmetre els llombards i els va fer desaparéixer de la Història. A Alemanya, va sotmetre els saxons, i va portar la guerra fins a Hongria, on va destruir els àvars instal·lats a la Panònia per sempre.
Un cop va creure que els saxons estaven definitivament sotmesos, va acceptar l'oferta de Sulayman ibn Yaqdhan, el valí de Madinat Barshiluna i Abu Tawr, valí de Wasqa, que en la Dieta de Paderborn van oferir els seus territoris a canvi de suport militar en una nova revolta contra Abd ar-Rahman I, aquest cop amb objecte de restaurar el poder del Califat Abbàssida a al-Àndalus.

## El setge
Dos exèrcits es van trobar a Saraqusta el 778. El primer, amb tropes neustríaques, que va travessar el Pirineu occidental, i el segon, compost per austríacs, llombards i burgundis, va travessar el Pirineu oriental, capturant Madinat Barshiluna i Pamplona, al qual es van unir les tropes de Sulayman al-Arabí, valí de Barshiluna.
Hussayn ibn Yahya al-Ansarí no estava disposat a lliurar Saragossa als francs i quan Carlemany va arribar davant la ciutat el 778 es va negar a obrir les portes i va al·legar que ell, personalment, no havia promès res. Com que Saraqusta no es va sotmetre la va sotmetre a setge però va haver de marxar d'Ibèria per controlar una rebel·lió dels saxons. L'emperador va agafar com a ostatges alguns dels aliats que l'havien informat malament, entre ells Sulayman al-Arabí. Va deixar el tribut i el presoner amb Hruodland, Prefecte del Marquès de Bretanya, i la rereguarda, mentre el gros de l'exèrcit s'apressava cap al Rin.

## Conseqüències
En la retirada, Matruh i Ayxun, els fills de Sulayman al-Arabí van poder rescatar-lo i tornar a Madinat Barshiluna, però finalment Sulayman morí a mans de Hussayn ibn Yahya al-Ansarí. Carlemany va fer enderrocar les muralles de Pamplona, cosa que va irritar els bascos, que van derrotar els francs al pas d'Orreaga, en la batalla de Roncesvalls, l'única gran desfeta dels exèrcits de Carlemany. Els bascos amb mal armament, van usar l'avantatge del terreny, i van destruir la rereguarda franca.
Hussayn ibn Yahya al-Ansarí es va mantenir rebel fins al 781, quan l'emir de Còrdova va atacar la ciutat amb un poderós exèrcit comandat per Thalaba ibn Ubayd i el va obligar a sotmetre's. A canvi de prometre lleialtat, Hussayn va conservar el càrrec.
La frontera franca es va anar expandint lentament per l'est i així s'anaven creant els comtats de Girona, Cardona, Osona i Urgell, dins el ducat de Septimània i més tard de Gòtia.